# Буен (Де Севр)
Буен (фр. Bouin) насеље је и општина у западној Француској у региону Поату-Шарант, у департману Де Севр која припада префектури Ниор.
По подацима из 2011. године у општини је живело 151 становника, а густина насељености је износила 18,13 становника/km². Општина се простире на површини од 8,33 km². Налази се на средњој надморској висини од 120 метара (максималној 156 m, а минималној 96 m).

## Демографија
| 1962. | 1968. | 1975. | 1982. | 1990. | 1999. | 2011. |
| ----- | ----- | ----- | ----- | ----- | ----- | ----- |
| 183   | 185   | 158   | 135   | 126   | 122   | 151   |

График промене броја становника у току последњих година